# 金井純一
金井 純一（かない じゅんいち、1983年6月27日 - ）は、日本の映画監督・脚本家。スターダストプロモーション関連のSTARDUST CREATORS所属。埼玉県出身。

## 来歴
埼玉県川越高校卒業後、中央大学理工学部に入学。大学入学後から、ドキュメンタリー作品をはじめとした、映像作品の製作を開始する。
大学中退後の2006年より、ENBUゼミナールにて映像制作を学び、2007年伊参スタジオ映画祭にて『求愛』がシナリオ大賞を受賞、2011年には映像産業振興機構に選出された『ペダルの行方』にて、ドバイ国際映画祭・アジアアフリカ映画短編コンペティション部門に選出される。
2012年、短編映画『転校生』にて、札幌国際短編映画祭最優秀監督賞・最優秀国内作品賞を受賞するなど、発表する各作品が映画祭にて高評価を受けている。
2013年11月公開『ゆるせない、逢いたい』で劇場長編映画デビュー。2014年公開の映画『さよならケーキとふしぎなランプ』は、「吉祥寺で映画を撮ろう！」プロジェクトの第4弾作品として、2014年6月に閉館となった吉祥寺バウスシアターのクロージング作品に選ばれた。
映画をはじめ、テレビドラマ・CMと多方面で活躍をしている。

## 監督作品

### 映画
- 求愛 - 監督・脚本（2008年）[1]
- ペダルの行方 - 監督・脚本（2009年）[2]
- 転校生 - 監督・脚本（2012年）[3][4]
- モーメント - 監督・脚本・編集（2013年）[5][6][7][8]
- ゆるせない、逢いたい - 監督・脚本・編集（2013年）[9][10][11][12]
- さよならケーキとふしぎなランプ - 監督・脚本・編集（2014年）[13][14][15][16]
- ちょき - 監督（2016年）[17][18]
- マイ・ダディ - 監督（2021年）

### テレビドラマ
- ザ・ロブスターズ（2014年、Hulu）
- 弱い男（2014年、BS11）
- スペシャルドラマ「女優堕ち」（2016年、BS朝日）
- びしょ濡れ探偵 水野羽衣（2019年、テレビ東京）（共同脚本：ブルー&スカイ、村上大樹、テニスコート）
- みなと商事コインランドリー（2022年、テレビ東京） （監督回：1・2・11・最終12話、脚本回：1 - 4・9 - 最終12話）
- リビングの松永さん（2024年、関西テレビ・フジテレビ）（共同演出：日暮謙、松川嵩史）
- 青島くんはいじわる（2024年、テレビ朝日）（共同演出：藤澤浩和）

### CM
- 角川書店「女優堕ち」（2014年）
- ロッテ トッポ「ふたりだけの声」篇（2015年）
- Panasonic ストラーダ「家族の夢」篇（2015年）
- 大日本住友製薬（工藤阿須加出演、2016年）

### MV
- SECRET GUYZ
  - 「スーハーマン」
  - 「My Monster Lovely」
  - 「HUG × HUG」
- PrizmaX「Ready」
- おおはた雄一「風の声を聴いた日に」
- Dflat「水平線の向こうに」
- STU48
  - 「花は誰のもの?」
  - 「ドラマミュージックビデオ『光は君に、あの日々に。』」

## 参加作品

### 映画
- プラスワンvol.2「悪意」 - 助監督（2008年）[19][20]
- ひとりかくれんぼ - 脚本（2008年）[21][22]

### テレビドラマ
- 甲殻不動戦記 ロボサン - 編集（2014年、テレビ東京）
- 泣きめし今日子 - 編集（2015年、テレビ東京）
- また来てマチ子の、恋はもうたくさんよ - 演出・編集(2018年、tvk)[23]

## 受賞歴
- 2007年
  - 『求愛』
    - 伊参スタジオ映画祭 - シナリオ大賞
- 2011年
  - 『ペダルの行方』
    - ドバイ国際映画祭 - アジアアフリカ映画短編コンペティション部門選出
- 2012年
  - 『転校生』
    - 第7回札幌国際短編映画祭 - 最優秀監督賞、最優秀国内作品賞
    - 第17回釜山国際映画祭 - ソンジェ賞特別賞
    - SKIPシティ国際Dシネマ映画祭 - 短編部門・最優秀作品賞[24][注釈 1]
- 2013年
  - 『ゆるせない、逢いたい』
    - 釜山国際映画祭 - ニュー・カレント部門選出
    - 香港アジア映画祭 - ニュー・タレント賞選出
    - マラケシュ国際映画祭 - コンペティション部門選出
    - ヴズール国際アジア映画祭 - コンペティション部門選出、観客賞